# MSK 4
Die Erkenntnisse und Erfahrungen mit der MKF 6 waren die Voraussetzungen zur Entwicklung der Multispektralkamera MSK 4 durch den VEB Carl Zeiss Jena. Die Kamera wurde speziell für den Einsatz an Bord von Flugzeugen entwickelt.
Die Gesamtapparatur bestand aus der Kamera mit Aufhängung, vier Kassetten, Steuergerät und Elektronikblock.
Technische Daten:
- Film: unperforierter Rollfilm
- Filmbreite: 70 mm
- Kapazität: >1250 Aufnahmen pro Kanal
- Bildformat: 70 mm × 93 mm

Die entstandenen Bilder wurden u. a. für Land, Forstwirtschaft, Kartografie und Umweltschutz genutzt.